# 21537 Fréchet
21537 Fréchet là một tiểu hành tinh vành đai chính với chu kỳ quỹ đạo là 1972.5051413 ngày (5.40 năm).
Nó được phát hiện ngày 15 tháng 8 năm 1998.